# دانش برف

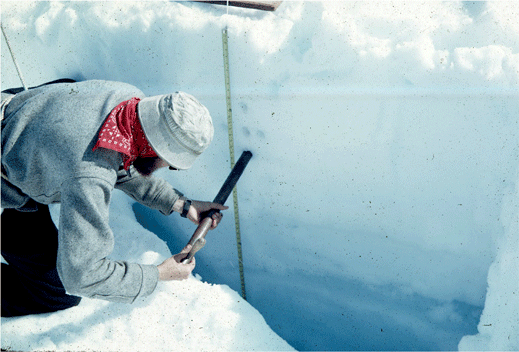
گودال برف روی سطح یخچال طبیعی، که ویژگی‌های برف را نشان می‌دهد و با تبدیل شدن به یخ، چگالی آن به‌طور فزاینده‌ای افزایش می‌یابد.

دانش برف شاخه‌ای از علوم طبیعی است که به بررسی نحوه شکل‌گیری برف، الگوی توزیع آن، و فرآیندهایی که موجب تغییرات در توده‌های برفی در گذر زمان می‌شوند، می‌پردازد. دانشمندان این حوزه با هدف ارتقای پیش‌بینی‌های مربوط به طوفان‌های برفی، مطالعه پوشش جهانی برف و اثرات آن بر اقلیم، یخچال‌های طبیعی و منابع آبی در سراسر جهان به پژوهش می‌پردازند.
مطالعات در این زمینه، هم ویژگی‌های فیزیکی برف به هنگام تغییر حالت آن (مانند ذوب، فشرده‌سازی یا تبخیر)، هم خصوصیات حجمی توده‌های برفی در محل، و نیز ویژگی‌های کلی مناطقی را که تحت پوشش برف قرار دارند، در بر می‌گیرد.
برای دستیابی به این اهداف، دانشمندان از دو رویکرد اصلی بهره می‌برند: نخست، به‌کارگیری روش‌های اندازه‌گیری میدانی برای ثبت داده‌های دقیق و واقعی در سطح زمین، و دوم، استفاده از فناوری‌های سنجش از دور برای تحلیل و درک فرآیندهای مرتبط با برف در مقیاس‌های وسیع جغرافیایی. این تلفیق روش‌های عملی و فناوری‌محور، امکان شناخت جامع‌تری از نقش برف در چرخه‌های طبیعی زمین فراهم می‌آورد.

## تاریخچه

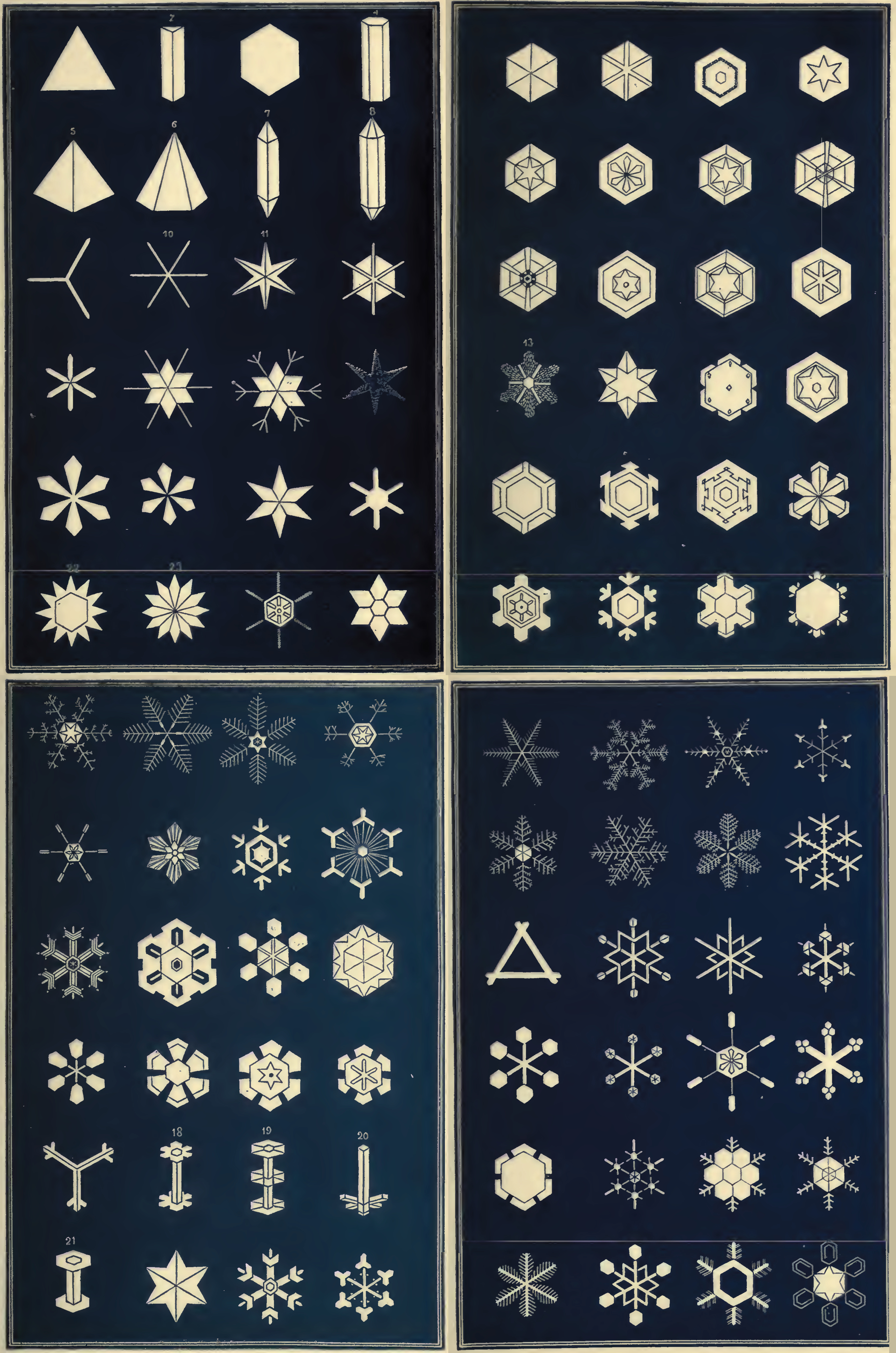
طبقه‌بندی اولیه دانه‌های برف توسط اسرائیل پرکینز وارن.

برف، به‌عنوان پدیده‌ای طبیعی و پیچیده، از دیرباز مورد توجه دانشمندان و متفکران در تمدن‌های گوناگون قرار داشته است. نخستین اشاره‌ها به ساختار برف در متون تاریخی به چین باستان بازمی‌گردد. در سال ۱۳۵ پیش از میلاد، هان یینگ در کتاب خود با عنوان جدایی به مقایسه میان تقارن پنج ضلعی گل‌ها و تقارن شش‌ضلعی بلورهای برف پرداخت. این اشاره یکی از نخستین مستندات بشر دربارهٔ ساختار هندسی برف محسوب می‌شود.
در اروپا، آلبرتوس ماگنوس، دانشمند آلمانی قرن سیزدهم، در سال ۱۲۵۰ میلادی، آنچه به‌عنوان نخستین توصیف دقیق اروپایی از برف شناخته می‌شود را ارائه داد. اما نقطه عطفی در درک علمی از بلورهای برف، با تلاش‌های یوهانس کپلر، منجم برجسته، در سال ۱۶۱۱ رقم خورد. او در کتاب خود با عنوان هدیه‌ای دربارهٔ برف شش‌ضلعی سعی کرد به این پرسش پاسخ دهد که چرا بلورهای برف معمولاً دارای تقارن شش‌ضلعی هستند. او این موضوع را نه‌تنها از منظر فیزیکی، بلکه با دیدی هندسی و فلسفی مورد تحلیل قرار داد.
در سال ۱۶۷۵، فریدریش مارتنس، پزشک آلمانی، فهرستی از ۲۴ نوع مختلف بلور برف تهیه کرد که گامی مهم در جهت طبقه‌بندی انواع بلورهای برفی محسوب می‌شد. چند قرن بعد، در سال ۱۸۶۵، فرانسیس ای. چیکرینگ کتابی با عنوان کربستال‌های ابری منتشر کرد که مجموعه‌ای زیبا و مستند از اشکال مختلف برف را در قالب آلبومی هنری و علمی ارائه می‌داد.
در سال ۱۸۹۴، ای.ای. سیگسون با استفاده از میکروسکوپ موفق به عکاسی از بلورهای برف شد. این اقدام، مقدم بر مجموعه عکس‌های معروف ویلسون بنتلی از دانه‌های منفرد برف بود که در مجله مانتلی وِدِر ریویو منتشر شد و نام او را به‌عنوان یکی از نخستین عکاسان علمی برف در تاریخ ثبت کرد.
اوکیچیرو ناکایا در سال ۱۹۳۲ مطالعه گسترده‌ای روی دانه‌های برف آغاز کرد. از سال ۱۹۳۶ تا ۱۹۴۹، ناکایا اولین بلورهای برف مصنوعی را خلق کرد و رابطه بین دما و نقطه شبنم را ترسیم کرد که بعدها نمودار ناکایا نامیده شد و سایر آثار تحقیقاتی او در زمینه برف، در سال ۱۹۵۴ توسط انتشارات دانشگاه هاروارد با عنوان «بلورهای برف: طبیعی و مصنوعی» منتشر شد. تِیساکو کوبایاشی، نمودار ناکایا را با نمودار کوبایاشی ۱۹۶۰ که بعداً در سال ۱۹۶۲ اصلاح شد، تأیید و بهبود بخشید.
علاقه بیشتر به تولید مصنوعی دانه برف در سال ۱۹۸۲ با توشیو کورودا و رولف لاکمن، از دانشگاه فنی برانشویگ، که کتاب «سینتیک رشد یخ از فاز بخار و اشکال رشد آن» را منتشر کردند، ادامه یافت. در آگوست ۱۹۸۳، فضانوردان در طول پرواز فضایی در شاتل فضایی چلنجر کریستال‌های برف را سنتز کردند. تا سال ۱۹۸۸ نوریهیکو فوکوتا و همکارانش نمودار ناکایا را با کریستال‌های برف مصنوعی که در یک جریان رو به بالا ساخته شده بودند، تأیید کردند و یوشینوری فوروکاوا رشد کریستال برف را در ماورای جو نشان دادند .

## نگارخانه

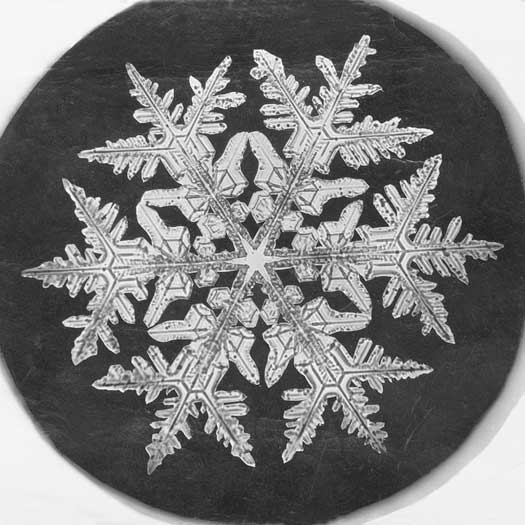
دانه برف دندریتی - تصویر میکروسکوپی اثر ویلسون بنتلی .
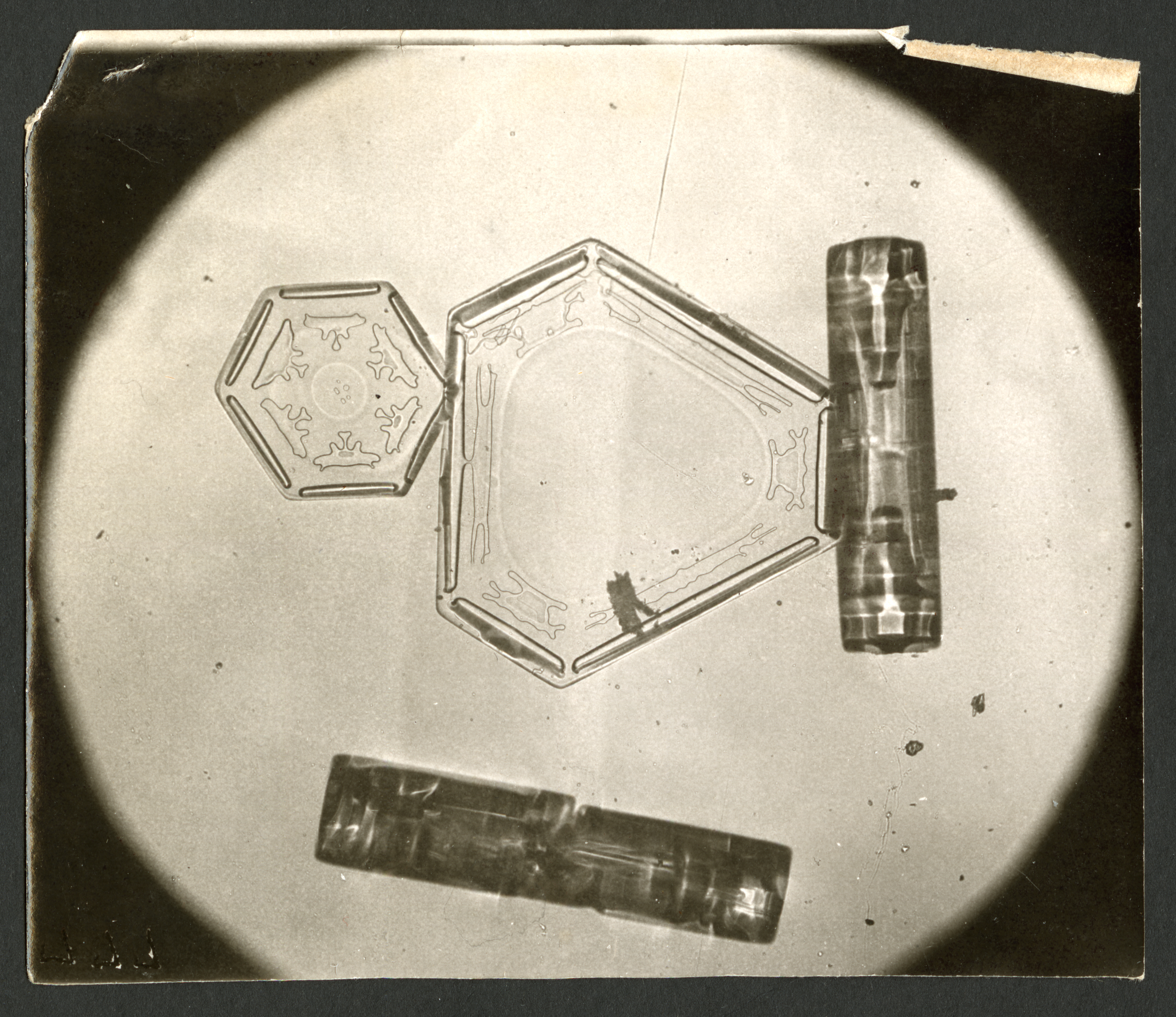
پلیت‌ها و سوزنی‌ها، دو شکل متفاوت از بلورهای برف هستند.
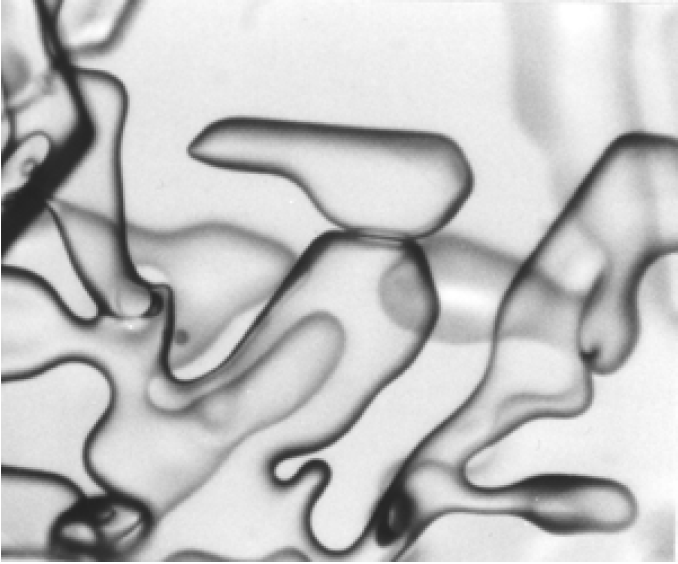
برف تازه و خشک با پیوندهای تازه‌تشکیل‌شده، همراه با یک مرز دانه‌ای در قسمت بالای مرکز تصویر.
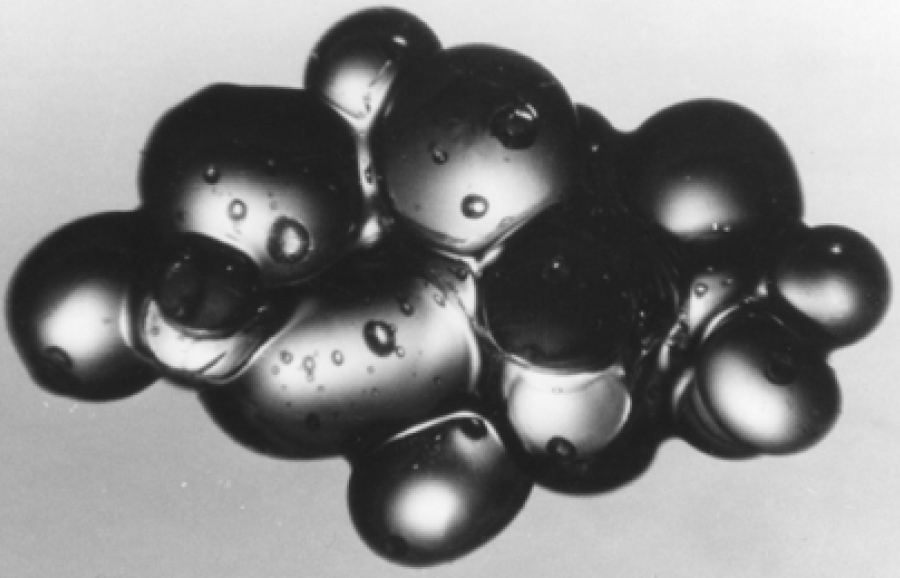
خوشه‌ای از دانه‌های یخ در برف مرطوب با محتوای مایع کم - بلورهای دانه‌ای بین ۰٫۵ تا 1.0 میلی‌متر